# Campionato sudamericano femminile under 23 di pallavolo 2016
Il campionato sudamericano femminile under 23 di pallavolo 2016 si è svolto dal 27 al 31 luglio 2016 a Lima, in Perù: al torneo hanno partecipato sei squadre nazionali under 23 sudamericane e la vittoria finale è andata per la seconda volta consecutiva al Brasile.

## Impianti
|                                                                                                |  |  |
|                                                                                                |  |  |
| Complejo Deportivo Niño Héroe Manuel Bonilla Città: Lima Capienza: 6 500 Anno d'apertura: 1995 |  |  |

## Regolamento

### Formula
Le squadre hanno disputato una prima fase a gironi con formula del girone all'italiana; al termine della prima fase:
- Le prime due classificate di ogni girone hanno acceduto alla fase finale per il primo posto strutturata in semifinali, finale per il terzo posto e finale.
- L'ultima classificata di ogni girone ha acceduto alla finale per il quinto posto.

### Criteri di classifica
Se il risultato finale è stato di 3-0 o 3-1 sono stati assegnati 3 punti alla squadra vincente e 0 a quella sconfitta, se il risultato finale è stato di 3-2 sono stati assegnati 2 punti alla squadra vincente e 1 a quella sconfitta.
L'ordine del posizionamento in classifica è stato definito in base a:
- Numero di partite vinte;
- Punti;
- Ratio dei set vinti/persi;
- Ratio dei punti realizzati/subiti;
- Risultati degli scontri diretti.

## Squadre partecipanti
| Squadra   | Qualificazione      | Ultima partecipazione |
| --------- | ------------------- | --------------------- |
| Argentina | -                   | Colombia 2014         |
| Brasile   | -                   | Colombia 2014         |
| Cile      | -                   | Colombia 2014         |
| Colombia  | -                   | Colombia 2014         |
| Perù      | Paese organizzatore | Colombia 2014         |
| Uruguay   | -                   | Debutto               |

## Torneo

### Fase a gironi
| Girone A  | Girone B |
| --------- | -------- |
| Argentina | Colombia |
| Brasile   | Perù     |
| Cile      | Uruguay  |

#### Girone A

##### Risultati
| 27 luglio 2016 Complejo Deportivo Manuel Bonilla, Lima Durata: ? - Spettatori: ? | Argentina | 3 - 0 | Cile      | 25-13, 25-18, 25-18 |
| 28 luglio 2016 Complejo Deportivo Manuel Bonilla, Lima Durata: ? - Spettatori: ? | Cile      | 0 - 3 | Brasile   | 14-25, 19-25, 9-25  |
| 29 luglio 2016 Complejo Deportivo Manuel Bonilla, Lima Durata: ? - Spettatori: ? | Brasile   | 3 - 0 | Argentina | 25-14, 25-20, 25-10 |

##### Classifica
| Pos | Squadra   | Pt | G | V | P | SV | SP | Ratio | PF  | PS  | Ratio |
| --- | --------- | -- | - | - | - | -- | -- | ----- | --- | --- | ----- |
| 1   | Brasile   | 6  | 2 | 2 | 0 | 6  | 0  | MAX   | 150 | 86  | 1.744 |
| 2   | Argentina | 3  | 2 | 1 | 1 | 3  | 3  | 1.000 | 119 | 124 | 0.959 |
| 3   | Cile      | 0  | 2 | 0 | 2 | 0  | 6  | 0.000 | 91  | 150 | 0.606 |

#### Girone B

##### Risultati
| 27 luglio 2016 Complejo Deportivo Manuel Bonilla, Lima Durata: ? - Spettatori: ? | Colombia | 3 - 0 | Uruguay  | 25-12, 25-4, 25-13         |
| 28 luglio 2016 Complejo Deportivo Manuel Bonilla, Lima Durata: ? - Spettatori: ? | Perù     | 3 - 0 | Uruguay  | 25-11, 25-5, 25-14         |
| 29 luglio 2016 Complejo Deportivo Manuel Bonilla, Lima Durata: ? - Spettatori: ? | Perù     | 0 - 3 | Colombia | 23-25, 28-26, 23-25, 23-25 |

##### Classifica
| Pos | Squadra  | Pt | G | V | P | SV | SP | Ratio | PF  | PS  | Ratio |
| --- | -------- | -- | - | - | - | -- | -- | ----- | --- | --- | ----- |
| 1   | Colombia | 6  | 2 | 2 | 0 | 6  | 1  | 6.000 | 176 | 126 | 1.396 |
| 2   | Perù     | 3  | 2 | 1 | 1 | 4  | 3  | 1.333 | 172 | 131 | 1.312 |
| 3   | Uruguay  | 0  | 2 | 0 | 2 | 0  | 6  | 0.000 | 59  | 150 | 0.393 |

### Fase finale

#### Finali 1º e 3º posto
|  | Semifinali | Semifinali | Semifinali |          |         | Finale 1º/2º posto | Finale 1º/2º posto | Finale 1º/2º posto |  |
|  |            |            |            |          |         |                    |                    |                    |  |
|  | Brasile    | Brasile    | 3          |          |         |                    |                    |                    |  |
|  | Brasile    | Brasile    | 3          |          |         |                    |                    |                    |  |
|  | Perù       | Perù       | 1          |          |         |                    |                    |                    |  |
|  | Perù       | Perù       | 1          |          | Brasile | Brasile            | 3                  |                    |  |
|  |            |            |            |          | Brasile | Brasile            | 3                  |                    |  |
|  |            |            | Colombia   | Colombia | 1       |                    |                    |                    |  |
|  | Colombia   | Colombia   | Colombia   | Colombia | 1       | 3                  |                    |                    |  |
|  | Colombia   | Colombia   |            |          |         | 3                  |                    |                    |  |
|  | Argentina  | Argentina  | 1          |          |         | Finale 3º/4º posto | Finale 3º/4º posto | Finale 3º/4º posto |  |
|  | Argentina  | Argentina  | 1          |          |         |                    |                    |                    |  |
|  |            |            |            |          |         |                    |                    |                    |  |
|  |            |            |            |          |         | Perù               | Perù               | 3                  |  |
|  |            |            |            |          |         | Perù               | Perù               | 3                  |  |
|  |            |            |            |          |         | Argentina          | Argentina          | 1                  |  |

##### Semifinali
| 30 luglio 2016 Complejo Deportivo Manuel Bonilla, Lima Durata: ? - Spettatori: ? | Colombia | 3 - 1 | Argentina | 25-17, 25-16, 24-26, 25-23 |
| 30 luglio 2016 Complejo Deportivo Manuel Bonilla, Lima Durata: ? - Spettatori: ? | Brasile  | 3 - 1 | Perù      | 23-25, 25-23, 27-25, 25-16 |

##### Finale 3º posto
| 31 luglio 2016 Complejo Deportivo Manuel Bonilla, Lima Durata: ? - Spettatori: ? | Perù | 3 - 1 | Argentina | 25-23, 25-19, 18-25, 25-20 |

##### Finale
| 31 luglio 2016 Complejo Deportivo Manuel Bonilla, Lima Durata: ? - Spettatori: ? | Brasile | 3 - 1 | Colombia | 15-25, 25-22, 25-22, 25-16 |

#### Finale 5º posto
| 30 luglio 2016 Complejo Deportivo Manuel Bonilla, Lima Durata: ? - Spettatori: ? | Cile | 3 - 0 | Uruguay | 25-18, 25-14, 25-16 |

## Classifica finale
| Pos | Squadra   | Qualificazione                    |
| --- | --------- | --------------------------------- |
|     | Brasile   | Campionato mondiale under 23 2017 |
|     | Colombia  |                                   |
|     | Perù      |                                   |
| 4   | Argentina |                                   |
| 5   | Cile      |                                   |
| 6   | Uruguay   |                                   |

## Premi individuali
| Premio                 | Nome                  | Squadra  |
| ---------------------- | --------------------- | -------- |
| MVP                    | María Alejandra Marín | Colombia |
| Miglior palleggiatrice | María Alejandra Marín | Colombia |
| Miglior opposto        | Dayana Segovia        | Colombia |
| Miglior schiacciatrice | Ángela Leyva          | Perù     |
| Miglior schiacciatrice | Drussyla Costa        | Brasile  |
| Miglior centrale       | Mayany de Souza       | Brasile  |
| Miglior centrale       | Lays Freitas          | Brasile  |
| Miglior libero         | Camila Gómez          | Colombia |